# إيمان البلوشي
إيمان البلوشي (10 أكتوبر 1981 -)، ممثلة بحرينية.

## حياتها ونشأتها ومسيرتها
ولدت يوم 10 أكتوبر 1981 في البحرين. بدأت مشوارها الفني عام 2006. تنوعت أعمال الفنانة إيمان البلوشي ما بين مسلسلات ومسرحيات. شاركت عام 2007 في مسرحيتان هما (سنافر الغابة) و(لولو الجميلة) بالإضافة إلى مسلسلان (أخوات موسى) و(أنا وأنت والانترنت). من أشهر أعمالها مسلسل (طاش ماش 16) عام 2009 ومسلسل (هوامير الصحراء 4) عام 2012.

## أعمالها

### من المسلسلات
- أنا وأنت والانترنت
- أخوات موسى
- صارت واستوت
- طاش ما طاش - 16
- بيني وبينك - الجزء الثالث
- خيوط ملونة
- للحياة ثمن
- هوامير الصحراء - الجزء الرابع
- المجهولة
- حزاوينا خليجية

### من المسرحيات
- سنافر الغابة
- لولو الجميلة
- انفلونزا الهوامير
- عيال سعادة
- فريج بوتيلة

### من الأفلام
- خوش سفره
- وادي الأرواح